# 楼街朝鲜族乡
楼街朝鲜族乡（中国朝鲜语：／）是中华人民共和国吉林省通化市辉南县下辖的一个民族乡。

## 行政区划
楼街朝鲜族乡下辖以下村级行政区划单位：
楼街村、义龙村、长兴村、光明村、茂盛村、龙光村、龙泉村、板石河村、新荣村、胜利村、前进村和苗家街村。